# Zálesie (Prešov)
|  | No s'ha de confondre amb Zálesie (Bratislava). |

Zálesie és un poble i municipi d'Eslovàquia. Es troba a la regió de Prešov, al nord del país.

## Història
La primera referència escrita de la vila data del 1520.

## Demografia
| Godina             | 1994 | 2004   | 2014    | 2024   |
| ------------------ | ---- | ------ | ------- | ------ |
| Nombre de persones | 96   | 104    | 87      | 83     |
| Diferència         |      | +8,33% | −16,34% | −4,59% |

| Godina             | 2023 | 2024   |
| ------------------ | ---- | ------ |
| Nombre de persones | 80   | 83     |
| Diferència         |      | +3,75% |